# Giải đua ô tô Công thức 1 Singapore
Giải đua ô tô Công thức 1 Singapore là một chặng đua Công thức 1 diễn ra tại trường đua thành phố Marina Bay, trường đua đường phố đầu tiên ở châu Á. Đây cũng là cuộc đua ban đêm đầu tiên được thiết kế cho các chặng đua Công thức 1 kể từ năm 2008.

## Lịch sử

### Formula Libre (1961-1973)
Được tổ chức lần đầu tiên vào năm 1961, giải đua ô tô Công thức 1 Singapore ban đầu được gọi là Orient Year Grand Prix, tọa lạc tại trường đua Thomson Road Grand Prix. Vào năm 1966, sự kiện này được đổi tên thành Singapore Grand Prix vào năm 1966, ngay sau khi Singapore trở thành quốc gia có chủ quyền vào năm 1965. Sự kiện này bị dừng sau năm 1973 và nhiều lý do đã được đưa ra, bao gồm lưu lượng giao thông gia tăng, mức độ nguy hiểm rất cao và tính không phù hợp của giải đua. Thêm vào đó, trường đua Thomson Road Grand Prix phải đóng cửa do những tai nạn chết người trong các cuộc đua năm 1972 và 1973.

### Công thức 1 (2008-nay)
Giải đua ô tô Công thức 1 Singapore chính thức ra mắt Công thức 1 vào năm 2008 sau khi một thỏa thuận có thời hạn 5 năm đã được ký kết giữa Singapore GP Pte Ltd., Tổng cục Du lịch Singapore (Singapore Tourism Board) và Bernie Ecclestone. Ngoài ra, vào tháng 11 năm 2007, công ty viễn thông Singtel thông báo rằng họ sẽ là nhà tài trợ chính cho sự kiện này. Do vậy, tên chính thức của sự kiện là Formula 1 SingTel Singapore Grand Prix. Giải đua ô tô Công thức 1 Singapore được Chính phủ Singapore đồng tài trợ, chi trả 60% tổng chi phí, tương đương 90 triệu đô la Singapore, trong tổng số tiền 150 triệu đô la Singapore.
Giải đua ô tô Công thức 1 Singapore 2008 là chặng đua Công thức 1 đầu tiên ở Singapore và cũng là chặng đua được tổ chức vào ban đêm đầu tiên trong lịch sử Công thức 1. Tại chặng đua này, Felipe Massa xuất phát ở vị trí đầu tiên trên chiếc xe Ferrari của mình và thống trị cuộc đua cho đến khi anh bị đưa khỏi sớm sau làn pit khiến giàn nhiên liệu bị gãy và vụ tai nạn đó đẩy anh xuống vị trí cuối cùng. Fernando Alonso đã giành chiến thắng cuộc đua này với Renault. Thế nhưng, chiến thắng đó đã bị hoen ố do tranh cãi do Renault bị phát hiện đã ra lệnh cho Nelson Piquet Jr. đâm xe để mang lại lợi ích lớn cho Alonso thông qua triển khai xe an toàn.
Vào năm 2023, giải đua ô tô Công thức 1 Singapore có thay đổi lớn về hình dạng đường đua. Các khúc cua 16–19 sẽ tạm thời bị dỡ bỏ để tạo điều kiện thuận lợi cho việc xây dựng NS Square. Thay vào đó, đường đua sẽ có một đường thẳng mới cho đến khúc cua 16 (trước đó là khúc cua 20). Với sự thay đổi này, số vòng đua được tăng từ 61 lên 62 vòng và thời gian vòng đua được giảm xuống khoảng tám giây so với trước kia. Khoảng cách thời gian của cuộc đua dự kiến sẽ kéo dài một tiếng rưỡi, không giống như các phiên bản trước thường kéo dài đến giới hạn thời gian hai giờ.

## Kết quả theo năm
Nền màu hồng biểu thị một chặng đua không thuộc Giải đua xe Công thức 1.
| Năm         | Tay đua                            | Đội đua                            | Hạng đua                           | Địa điểm                           | Chi tiết                           |
| ----------- | ---------------------------------- | ---------------------------------- | ---------------------------------- | ---------------------------------- | ---------------------------------- |
| 1966        | Lee Han Seng                       | Lotus-Ford                         | Formula Libre                      | Thomson Road                       | Chi tiết                           |
| 1967        | Rodney Seow                        | Merlyn-Ford                        | Formula Libre                      | Thomson Road                       | Chi tiết                           |
| 1968        | Garrie Cooper                      | Elfin-Ford                         | Formula Libre                      | Thomson Road                       | Chi tiết                           |
| 1969        | Graeme Lawrence                    | McLaren-Ford                       | Formula Libre                      | Thomson Road                       | Chi tiết                           |
| 1970        | Graeme Lawrence                    | Ferrari                            | Formula Libre                      | Thomson Road                       | Chi tiết                           |
| 1971        | Graeme Lawrence                    | Brabham-Ford                       | Formula Libre                      | Thomson Road                       | Chi tiết                           |
| 1972        | Max Stewart                        | Mildren-Ford                       | Formula Libre                      | Thomson Road                       | Chi tiết                           |
| 1973        | Vern Schuppan                      | March-Hart                         | Formula Libre                      | Thomson Road                       | Chi tiết                           |
| 1974 – 2007 | Không tổ chức                      | Không tổ chức                      | Không tổ chức                      | Không tổ chức                      | Không tổ chức                      |
| 2008        | Fernando Alonso                    | Renault                            | Công thức 1                        | Marina Bay                         | Chi tiết                           |
| 2009        | Lewis Hamilton                     | McLaren-Mercedes                   | Công thức 1                        | Marina Bay                         | Chi tiết                           |
| 2010        | Fernando Alonso                    | Ferrari                            | Công thức 1                        | Marina Bay                         | Chi tiết                           |
| 2011        | Sebastian Vettel                   | Red Bull Racing-Renault            | Công thức 1                        | Marina Bay                         | Chi tiết                           |
| 2012        | Sebastian Vettel                   | Red Bull Racing-Renault            | Công thức 1                        | Marina Bay                         | Chi tiết                           |
| 2013        | Sebastian Vettel                   | Red Bull Racing-Renault            | Công thức 1                        | Marina Bay                         | Chi tiết                           |
| 2014        | Lewis Hamilton                     | Mercedes                           | Công thức 1                        | Marina Bay                         | Chi tiết                           |
| 2015        | Sebastian Vettel                   | Ferrari                            | Công thức 1                        | Marina Bay                         | Chi tiết                           |
| 2016        | Nico Rosberg                       | Mercedes                           | Công thức 1                        | Marina Bay                         | Chi tiết                           |
| 2017        | Lewis Hamilton                     | Mercedes                           | Công thức 1                        | Marina Bay                         | Chi tiết                           |
| 2018        | Lewis Hamilton                     | Mercedes                           | Công thức 1                        | Marina Bay                         | Chi tiết                           |
| 2019        | Sebastian Vettel                   | Ferrari                            | Công thức 1                        | Marina Bay                         | Chi tiết                           |
| 2020 – 2021 | Không tổ chức vì đại dịch COVID-19 | Không tổ chức vì đại dịch COVID-19 | Không tổ chức vì đại dịch COVID-19 | Không tổ chức vì đại dịch COVID-19 | Không tổ chức vì đại dịch COVID-19 |
| 2022        | Sergio Pérez                       | Red Bull Racing-RBPT               | Công thức 1                        | Marina Bay                         | Chi tiết                           |
| 2023        | Carlos Sainz Jr.                   | Ferrari                            | Công thức 1                        | Marina Bay                         | Chi tiết                           |